# Rungia blumeana
Rungia blumeana är en akantusväxtart som beskrevs av Valet.. Rungia blumeana ingår i släktet Rungia och familjen akantusväxter. Inga underarter finns listade i Catalogue of Life.